# Andra kinesisk-japanska kriget
Andra kinesisk-japanska kriget, även känt som andra sino-japanska kriget (1937–1945), var en större japansk invasion av nordöstra, östra och södra Kina före och under andra världskriget. Det slutade i och med Japans kapitulation år 1945. I Kina är kriget främst känt som det antijapanska motståndskriget men även som kinesiska folkets antijapanska motståndskrig (中国人民抗日战争), motståndskriget (抗战), eller det åttaåriga motståndskriget (八年抗战).
I Japan kallades kriget bland annat HEI, "C"-operationen och den kinesiska invasionen. Kinaincidenten (支那事変, Shina Jihen) används som namn i krigsmuseet vid Japans kontroversiella helgedom Yasukuni, men den mest vanliga beteckningen idag är det japansk-kinesiska kriget (日中戦争, Nitchū Sensō). Kriget utgick från en strategisk plan som uppgjordes av den Kejserliga japanska armén som del av deras storskaliga planer på att kontrollera det asiatiska fastlandet.  De tidiga manifestationerna av denna plan är ofta genomgående kända som "Kinaincidenter". Invasionen av Manchuriet år 1931 refereras till av japanerna som Mukdenincidenten. Den senaste av dessa kallades Lugouqiao- eller Marco Polo-broincidenten.

## Invasionen av Kina
De flesta historiker placerar inledningen av det andra kinesisk-japanska kriget till incidenten vid Marco Polobron/Slaget vid Lugoubron den 7 juli 1937. Vissa kinesiska forskare placerar startpunkten till Mukdenincidenten den 18 september 1931.  Efter Mukdenincidenten ockuperade den japanska Guandongarmén Manchuriet och satte upp sin marionettstat Manchukuo i februari 1932. Japanska påtryckningar ledde till att Kina fick erkänna Manchukuos självständighet. Efter slaget vid Lugoubron år 1937 ockuperade japanerna Shanghai, Nanjing och södra Shanxi som del av kampanjer vari ca 200 000 japanska och betydligt flera kinesiska soldater deltog. Kinesiska historiker uppskattar att mellan 200 000 och 400 000 personer dog i Nanjingmassakern som följde på Nanjings fall i december 1937.
Incidenten vid Marco Polo-bron markerade inte enbart begynnelsen på ett öppet, icke-förklarat krig mellan Kina och Japan, utan skyndade också på bildandet av den andra Kuomintang – det kinesiska kommunistpartiets (KKP) förenade front. Samarbetet skedde mest effektfullt för det belägrade KKP. Misshälligheterna mellan de två antagonisterna visade sig ofta. Deras allians framtvingades bildligt talat med hjälp av vapenmakt när Chiang Kai-shek kidnappades i Xi'anincidenten och tvingades alliera sig med KKP. Den oroliga alliansen började brytas ner sent under 1938 trots Japans stadiga territorialvinster i norra Kina, kustregionerna, och i den rika Yangtzefloddalen i centrala Kina. Konflikter mellan nationalisterna och kommunisterna blev mera ofta förekommande i de områden som låg utanför japansk kontroll år 1940. Kommunisterna expanderade sitt inflytande, när möjligheter gavs, genom massorganisationer, administrativa reformer, mark och skattereformer som favoriserade bönderna, medan nationalisterna försökte förhindra spridningen av det kommunistiska inflytandet.
Japanerna hade inte som mål eller ens möjlighet att direkt administrera Kina. Deras mål var att sätta upp en japanvänlig marionettstat. De krigsförbrytelser som utfördes av de av japanerna uppsatta regeringarna gjorde dem mycket impopulära och japanerna vägrade att förhandla med både Kuomintang och det kinesiska kommunistpartiet, vilket kunde ha medfört ökad popularitet. Japanerna tvingade sedan det kinesiska folket att växla in sina pengar mot militära sedlar. Den japanska regeringen vägrar än i denna dag att växla tillbaka dessa militära sedlar.

## Kinesisk strategi
Kina var oförberett för kriget och hade liten militär industriell styrka, få mekaniserade divisioner och så gott som inget pansarunderstöd. Fram till mitten av 1930-talet hoppades Kina att Nationernas förbund skulle tillhandahålla motmedel mot den japanska aggressionen. Förutom detta var Kuomintangregeringen uppbunden i ett inbördeskrig mot kommunisterna. Ett berömt citat av Chiang lyder "japanerna är en sjukdom som angriper huden, kommunisterna är en sjukdom som angriper hjärtat". Genom att kommunisterna bildade den Nya fjärde armén och den Åttonde routearmén, som nominellt var underställda kommendören för den Nationella revolutionära armén, var den enhetsfronten aldrig riktigt förenad eftersom varje sida förberedde sig för en konfrontation med den andra sidan efter att japanerna utdrivits. Alla dessa negativa förbehåll tvingade Kina att anamma en strategi vars primära mål var att bibehålla sin militära styrka eftersom ett fullt frontalanfall mot fienden skulle vara självmordsaktigt. Motståndsfickor skulle fortsätta kämpa mot varje fiende och förpesta dennes liv i de ockuperade områdena och göra japanernas administrationsmöjligheter i det stora Kina små. Som resultat ledde detta till att japanerna egentligen bara kontrollerade städerna och järnvägarna medan landsbygden nästan alltid sjöd av partisanaktiviteter.
Chiang insåg att för att vinna stöd från USA och övriga nationer så måste Kina visa sig kapabelt att slåss. En snabb reträtt skulle avskräcka utländskt stöd. Därför beslöt Chiang att utse slaget om Shanghai till sitt huvudslagfält. Chiang sände sina elittrupper, som hade tränats av tyskarna, att försvara Kinas största och mest kommersialiserade stad från japanerna. Slaget resulterade i stora förluster för båda sidor och slutade med en kinesisk reträtt. Även om slaget militärt var ett bakslag för kineserna så visade det att kineserna inte var beredda att se sig besegrade och det signalerade beslutsamhet inför omvärlden. Slaget som tog över tre månader visade sig medföra en enorm moralhöjande effekt, eftersom det effektfullt satte stopp på den japanska propagandan som utlovade ett erövrat Shanghai inom tre dagar och ett erövrat Kina inom tre månader.
Det stora antalet konfrontationer som förlorades i jämförelse med det lilla antalet som vanns ledde till en kinesisk strategi som syftade till att uppnå uppehåll i den japanska offensiven. Stora kinesiska områden erövrades snabbt under krigets tidiga skeden, men snart började kriget gå långsammare framåt. Den kinesiska strategin gick vid detta tillfälle ut på att hålla undan japanerna så att tillräcklig utländsk hjälp skulle anlända, för att man därefter skulle kunna slå japanerna. Man nyttjade bland annat den brända jordens taktik för att försöka sakta ner japanerna. Dammar och vallar saboterades, vilket resulterade i Gula flodens översvämning 1938. År 1940 hade kriget nått ett dödläge där båda sidor enbart gjorde minimala vinningar. Kineserna hade försvarat sitt återstående land med stora framgångar vid ett flertal tillfällen emedan en stark motståndsrörelse i de japanskockuperade områdena såg till att en seger tedde sig omöjlig för japanerna. Detta frustrerade japanerna till den punkt att man började använda en policy som kallades "bränn allt, döda allt, förstör allt" (三光政策). Det var under denna tidsperiod som huvuddelen av de japanska krigsförbrytelserna utfördes.

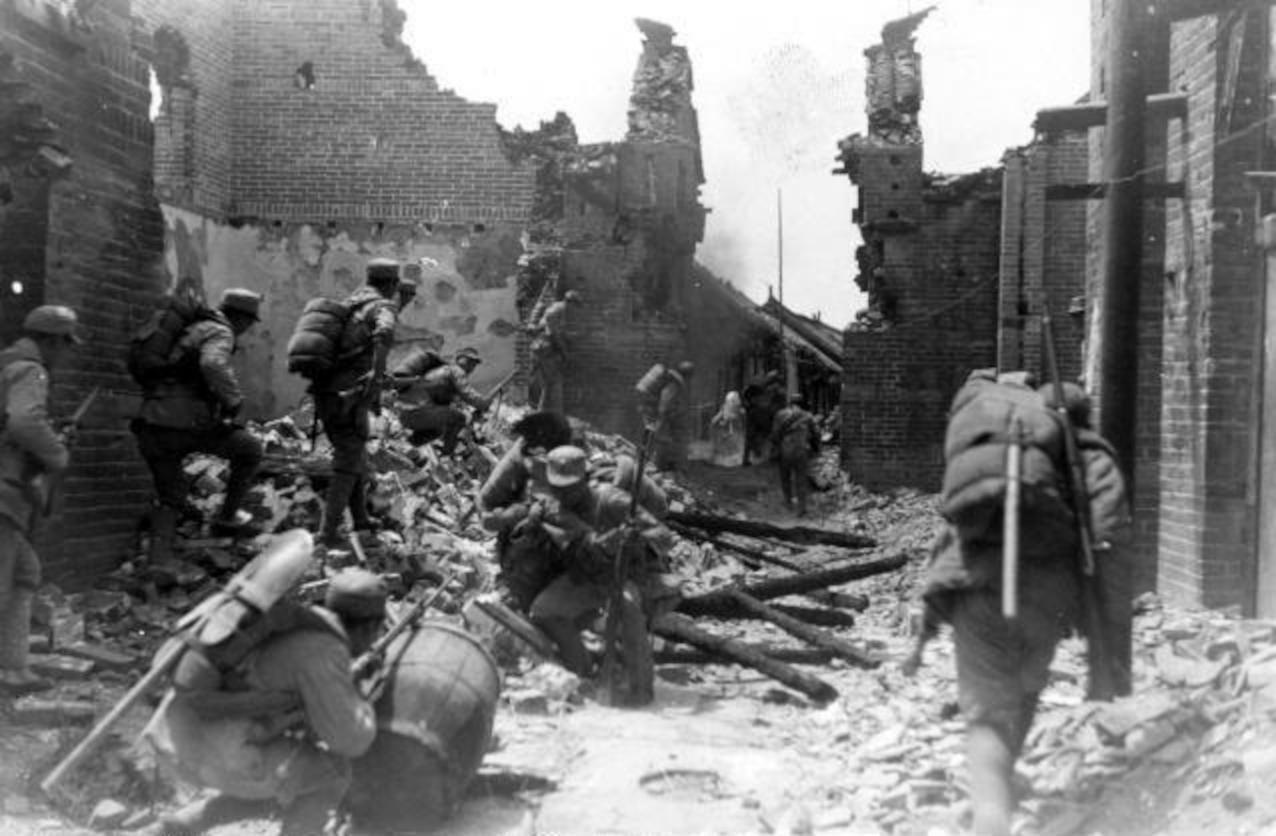
Kinesiska soldater i tätbebyggelsestrid i slaget om Tai'erzhuang.

År 1941 anföll japanerna Pearl Harbor vilket ledde till att USA anslöt sig till kriget mot Japan. Kina förklarade officiellt krig mot Japan den 8 december. Landet hade tidigare vägrat att förklara krig eftersom ett emottagande av militär hjälp under krig skulle bryta mot donationsstatens neutralitetsstatus. Vid denna tidpunkt ändrades strategin från att uppnå överlevande till att ernå en minimering av krigföringen. Chiang insåg att amerikanarna skulle göra huvuddelen av krigandet och att de även var bättre utrustade för att slåss mot japanerna. Han beslöt därmed att dra ner på sin armés aktiviteter så att han kunde fokusera på ett potentiellt inbördeskrig efter kriget mot japanerna. År 1945 var det klart att Japan snart skulle kapitulera, varvid mindre anfall utfördes av den kinesiska armén.
Den kinesiska strategin under kriget kan delas in i tre perioder:
- Första perioden: 7 juli 1937 (Slaget om Lugou-bron) – 25 oktober 1938 (Hankous kapitulation).
  - Under denna period var ett huvudkoncept att byta "utrymme för tid" (kinesiska: 以空間換取時間). Den kinesiska armén sökte strid för att fördröja den japanska framryckningen till de nordöstra städerna så att hemmafronten kunde fly västerut till Chongqing tillsammans med sina yrkesmän och viktigaste industrier varvid en militär styrka kunde återuppbyggas.
- Andra perioden: 25 oktober 1938 (Hankous kapitulation) – juli 1944
  - Under denna andra period började kineserna använda ett koncept kallat "magnetisk krigföring", som syftade till att dra framryckande japanska trupper till förutbestämda platser där de överfölls, blev utsatta för flankerande anfall och inringning i större sammandrabbningar. Det mest framträdande exemplet på denna taktik är det framgångsrika försvaret av Changsha (長沙) som utspelades ett flertal gånger.
- Tredje perioden: juli 1944 – 15 augusti 1945[2]
  - Denna period innebar en generell full motoffensiv utförd av kineserna.

De tre perioderna är i sig indelade i finare faser.

## Kinesisk och japansk utrustning

### Kinesisk
Den Nationella revolutionära armén bestod av 80 infanteridivisioner med ungefär 8.000 man vardera, nio självständiga brigader, nio kavalleridivisioner, två artilleribrigader, 16 artilleriregementen och en eller två bepansrade divisioner. Den kinesiska flottan uppgick endast till 59.000 ton och det kinesiska flygvapnet hade endast 600 flygplan.
De kinesiska vapnen var huvudsakligen producerade i Hanyang- och Guangdongarsenalerna. Beväpningen för de flesta tysktränade divisioner var dock det tysktillverkade geväret 7,92 mm Gewehr 98 och Karabiner 98k. Den standardiserade lätta kulsprutan var en lokal kopia av den tjeckiska 7.92 mm Brno ZB26. Det fanns även belgiska och franska lätta kulsprutor. Överraskande nog införskaffade NRA inga av de berömda kulsprutorna Maschinengewehr 34 från Tyskland, men producerade egna kopior av dem. I medeltal var dessa divisioner utrustade med en kulspruta per pluton. De tunga kulsprutorna var huvudsakligen lokalt tillverkade vattenkylda Maxim-kulsprutor, som tillverkats 1924 efter tyska ritningar. I medeltal fick varje bataljon en tung kulspruta (omkring hälften av vad en tysk division fick under kriget). Den standardiserade lätta beväpningen var den 7,63 mm-kalibriga halvautomatiska pistol Mauser M1932, som gick under benämningen Mauser C96.
Vissa divisioner var utrustade med 37 mm PAK 35/36 pansarvärnskanoner och/eller granatkastare från Oerlikon, Madsen och Solothurn. Varje infanteridivision hade sex franska Brandt 81 mm granatkastare och sex Solothurn 20 mm automatkanoner. Vissa fristående brigader och artilleriregementen var utrustade med Bofors 72 mm L/14 eller Krupps 72 mm L/29 bergskanoner. Det fanns även 24 st Rheinmetall 150 mm L/32 sFH 18 haubitsar (som inköpts år 1934) samt 24 Rheinmetall 150 mm L/30 sFH 18 haubitsar (som inköpts år 1936).
Infanteriuniformerna var huvudsakligen omdesignade Zhongshandräkter. Benbindor var standard för soldater och officerare, eftersom det huvudsakliga förflyttningssättet för NRA-trupperna var till fots. Hjälmarna var den mest särskiljande faktorn för divisionerna. Den tyska M35-hjälmen (standardutrustning för Wehrmacht till sent på det europeiska slagfältet) rullade av produktionslinjerna åren 1935 och 1936. NRA importerade 315.000 av dessa hjälmar, var och en på sidorna försedd med det 12-stjärniga emblemet, som symboliserade den kinesiska republiken. Övrig utrustning inkluderade tygskor för soldater, läderskor för officerare och läderstövlar för högre officerare. Varje soldat var utrustad med ammunition, ammunitionsväska/stridsbälte, en vattenflaska, stridsknivar, matväska och en gasmask.

### Japansk
Fastän Japan innehade en signifikant mobil operationell kapacitet så innehade den inte förmåga att föra ett utdraget krig. Vid utbrottet av det kinesisk-japanska kriget bestod den japanska armén av 17 divisioner, var och en av dessa bestod av ungefär 22 000 man, 5 800 hästar, 9 500 gevär och kpistar, 600 tunga kulsprutor av olika typer, 108 artilleripjäser och 24 stridsvagnar. Specialstyrkor fanns även att tillgå. Den japanska flottan uppgick till totalt 1 900 000 ton, till storleken den tredje största i världen, samt innehade 2 700 flygplan vid denna tidpunkt. Varje japansk divisions stridsstyrka motsvarade tre reguljära kinesiska divisioner.

## Politiska och militära ledare, och andra huvudaktörer

### Kina: Nationalister
- Bai Chongxi (白崇禧,白崇禧)
- Chen Cheng (陈诚,陳誠)
- Chiang Kai-Shek (蒋介石,蔣介石)
- Du Yuming (杜聿明,杜聿明)
- Fang Xianjue (方先觉,方先覺)
- Feng Yuxiang (冯玉祥,馮玉祥)
- Gu Zhutong (顾祝同,顧祝同)
- He Yingqin (何应钦,何應欽) – Ordförande för den kinesiska republikens militära högkvarter
- H. H. Kung (孔祥熙,孔祥熙)
- Hu Zongnan (胡宗南)
- Li Zongren (李宗仁)
- Long Yun (龙云,龍雲)
- Song Zheyuan (宋哲元,宋哲元)
- Soong May-ling (宋美龄,宋美齡)
- T. V. Soong (宋子文)
- Sun Lianzhong (孙连仲,孫連仲)
- Sun Liren (孙立人,孫立人)
- Tang Enbai (汤恩伯,湯恩伯)
- Tang Shengzhi (唐生智,唐生智)
- Wang Jingwei (汪精卫,汪精衛)
- Wei Lihuang (卫立煌,衛立煌)
- Xue Yue (薛岳)
- Yan Xishan (阎锡山,閻錫山)
- Xie Jinyuan (谢晋元,謝晉元)
- Ye Ting (叶挺)
- Zhang Zhizhong (张治中,張治中)
- Zhang Zizhong (张自忠,張自忠)

### Kina: Kommunister
- Chen Yi (陈毅,陳毅)
- Deng Xiaoping (邓小平,鄧小平)
- He Long (贺龙)
- Lin Biao (林彪)
- Liu Bocheng (刘伯承,劉伯承)
- Liu Shaoqi (刘少奇,劉少奇)
- Luo Ronghuan (罗荣桓,羅榮桓)
- Mao Zedong (毛泽东,毛澤東)
- Nie Rongzhen (聂荣臻,聶榮臻)
- Peng Dehuai (彭德怀,彭德懷)
- Su Yu (粟裕,粟裕)
- Xu Xiangqian (徐向前)
- Ye Jianying (叶剑英)
- Zhou Enlai (周恩来,周恩來)
- Zhu De (朱德)

### Japan
- Anami Korechika (阿南惟幾)
- Abe Nobuyuki (阿部信行)
- Doihara Kenji (土肥原 賢二)
- Fumimaro Konoe (近衛 文麿)
- Kanji Ishiwara (石原莞爾)
- Koiso Kuniaki (小磯國昭)
- Hata Shunroku (畑 俊六)
- Honma Masaharu (本間雅晴)
- Isogai Rensuke (磯谷廉介)
- Itagaki Seishiro (板垣征四郎)
- Matsui Iwane (松井石根)
- Mutaguchi Renya (牟田口 廉也）
- Nakajima Kesago (中島今朝吾)
- Nagumo Chuichi (南雲忠一)
- Nishio Toshizo (西尾壽造)
- Nomura Kichisaburo (野村吉三郎)
- Okamura Yasuji (岡村寧次)
- Umezu Yoshijiro (梅津美治郎)
- Sakai Takashi (酒井隆)
- Sugiyama Hajime (杉山元)
- Suzuki Kantaro (鈴木貫太郎)
- Terauchi Hisaichi (寺内寿一)
- Tojo Hideki (東條英機)
- Yamaguchi Tamon (山口多聞)
- Yamamoto Isoroku (山本五十六)
- Yamashita Tomoyuki (山下奉文)
- Kingoro Hashimoto

### Andra
- Norman Bethune
- Alexander von Falkenhausen
- Claire Chennault
- Joseph Stilwell
- Albert Coady Wedemeyer
- John Rabe

## Militära åtaganden

### Fälttåg
- Burma-Yunnankampanjen
- Hunan-Hubeikampanjen
- Västra Hunankampanjen
- Japanska fälttåg i kinesiska krig

### Slag
- Slaget om Lugou-bron
- Slaget om Shanghai
- Slaget om Nanjing (även känt som Försvaret av Nanjing)
- Slaget om Tai'erzhuang
- Slaget om Xuzhou
- Slaget om Wuhan
- Slaget om Changsha
- Reträtten vid Xianggui
- Slaget om Hengyang
- Hundra regementenas offensiv
- Slaget om Sinkow
- Slaget om Xuzhow
- Slaget om Wuchang and Hankou
- Slaget om Nanchang
- Slaget om Suixian-Zaoyang
- Slaget om södra Guangxi
- Slaget om Tsaoyang-Yichang
- Slaget om södra Hunan
- Slaget om Shangkao
- Slaget om södra Shanxi
- Slaget om Zhejiang-Jiangsi
- Slaget om västra Hubei
- Slaget om centrala Hunan
- Slaget om Guangxi-Guizhou
- Slaget om västra Hubei
- Slaget om Chungyuang
- Slaget om Changteh
- Slaget om Hunan
- Slaget om Beijing-Hankou Rails
- Slaget om västra Hubei
- Slaget om Changsa-Hengyang
- Slaget om Guilin-Liuzhow
- Slaget om Longling
- Slaget om Tengchung
- Slaget om Wanting
- Slaget om norra Hubei
- Slaget om västra Hunan
- Slaget om Ninxiang
- Slaget om Yiyang
- Slaget om Wuyang
- Slaget om Nanning
- Slaget om Liuzhow
- Slaget om Guiling
- Slaget om Tengchung
- Slaget om Beijing-Tianjin
- Slaget om Linchi
- Slaget om norra Anhui
- Slaget om västra Shandong
- Slaget om Lutsun
- Slaget om Lienshui
- Slaget om Laohoko
- Slaget om Hsueh-Feng Shan
- Slaget om Hsihsiakao
- Slaget om Xiushuifloden
- Slaget om Jehol
- Första slaget om Hubei
- Sichuaninvasionen
- Slaget om Pingxingguan
- Försvaret av Kinesiska muren

### Slag i den burmesiska fälttåget
- Slaget om Maingkwan
- Slaget om Mogaung
- Slaget om Myitkyina
- Slaget om Mongyu
- Slaget om Lashio
- Slaget om Hsipai

## Japanska övergrepp på civilbefolkningen
- Tröstekvinnor
- Nanjingmassakern
- Enhet 731
- Enhet 100
- Enhet 516
- Enhet 1855
- Enhet 2646
- Enhet 8604
- Enhet 9420
- Enhet Ei 1644
- Tröstekvinnor
- Tongzhouincidenten
- Shandongincidenten
- Luftangreppet på Taihoku
- Bombningen av Chongqing
- Det biologiska angreppet på Kaimingye
- Den kemiska attacken på Changteh
- Sook Chingmassakern (mot kineser utanför Kina)